# Kuntanahalli, Dod Ballapur
Kuntanahalli là một làng thuộc tehsil Dod Ballapur, huyện Bangalore Rural, bang Karnataka, Ấn Độ.